# Ghomrassen (délégation)
Ghomrassen est une délégation tunisienne dépendant du gouvernorat de Tataouine.
En 2004, elle compte 18 335 habitants dont 7 733 hommes et 10 602 femmes répartis dans 4 186 ménages et 6 027 logements. En 2014, elle compte 15 957 habitants dont 6 676 hommes et 9 281 femmes répartis dans 4 126 ménages et 7 785 logements.

## Division administrative
La délégation de Ghomrassen est constituée de dix imadas :
- Ghomrassen (arabe : غمراسن) ;
- Ksar Hadada (قصر الحدادة) ;
- Oued El Khil (واد الخيل) ;
- Al Waha (الواحة) ;
- Al Zouhour (الزهور) ;
- Al Gordhab (القرضاب) ;
- Al Ferch (الفرش) ;
- Guermassa (قرماسة) ;
- Nouvelle Ville (المدينة الجديدة) ;
- Ksar Mrabtine (قصر المرابطين).